# Orvil Anderson
 (mai 2022).
La mise en forme du texte ne suit pas les recommandations de Wikipédia : il faut le « wikifier ».
Les points d'amélioration suivants sont les cas les plus fréquents. Le détail des points à revoir est peut-être précisé sur la page de discussion.
- Les titres sont pré-formatés par le logiciel. Ils ne sont ni en capitales, ni en gras.
- Le texte ne doit pas être écrit en capitales (les noms de famille non plus), ni en gras, ni en italique, ni en « petit »…
- Le gras n'est utilisé que pour surligner le titre de l'article dans l'introduction, une seule fois.
- L'italique est rarement utilisé : mots en langue étrangère, titres d'œuvres, noms de bateaux, etc.
- Les citations ne sont pas en italique mais en corps de texte normal. Elles sont entourées par des guillemets français : « et ».
- Les listes à puces sont à éviter, des paragraphes rédigés étant largement préférés. Les tableaux sont à réserver à la présentation de données structurées (résultats, etc.).
- Les appels de note de bas de page (petits chiffres en exposant, introduits par l'outil «  Source ») sont à placer entre la fin de phrase et le point final[comme ça].
- Les liens internes (vers d'autres articles de Wikipédia) sont à choisir avec parcimonie. Créez des liens vers des articles approfondissant le sujet. Les termes génériques sans rapport avec le sujet sont à éviter, ainsi que les répétitions de liens vers un même terme.
- Les liens externes sont à placer uniquement dans une section « Liens externes », à la fin de l'article. Ces liens sont à choisir avec parcimonie suivant les règles définies. Si un lien sert de source à l'article, son insertion dans le texte est à faire par les notes de bas de page.
- La présentation des références doit suivre les conventions bibliographiques. Il est recommandé d'utiliser les modèles {{Ouvrage}}, {{Chapitre}}, {{Article}}, {{Lien web}} et/ou {{Bibliographie}}. Le mode d'édition visuel peut mettre en forme automatiquement les références.
- Insérer une infobox (cadre d'informations à droite) n'est pas obligatoire pour parachever la mise en page.

Pour une aide détaillée, merci de consulter Aide:Wikification.
Si vous pensez que ces points ont été résolus, vous pouvez retirer ce bandeau et améliorer la mise en forme d'un autre article.
L'aéronaute et militaire Orvil Arson Anderson (2 mai 1895 - 24 août 1965) est connu avec Albert William Stevens pour avoir, en 1935, établit le record d'altitude atteinte de 22 065 mètres (72 395 pieds) grâce à leur ballon stratosphérique Explorer II. Depuis celui-ci il a pris la première photographie en couleur depuis la stratosphère et la première photographie montrant la courbe de la surface de la Terre.

## Carrière militaire
Né Orvil Orson Anderson, le 2 mai 1895 à Springville (Utah). Une erreur d'écriture de l'armée l'a changé en Orvil Arson Anderson lorsqu'il rejoint la section de l'aviation du US Army Signal Corps en août 1917.
Pendant la Seconde Guerre mondiale, il faisait partie de la Division des plans de guerre aérienne et a participé à la planification de l'offensive combinée de bombardement contre l'Allemagne.
Il est promu général de brigade le 18 septembre 1942 et général de division le 28 février 1944.
Pendant la guerre, il écrit une étude dans laquelle il dit que « la force minimale des forces aériennes américaines à la fin des hostilités en Europe » devrait être déterminée comme un contrepoids à la supériorité numérique des forces terrestres soviétiques.
Après la fin de la guerre, Anderson dirige le Conseil consultatif militaire pour l'enquête sur les bombardements stratégiques des États-Unis. En tant que chef de l'Air War College, il cherche à promouvoir davantage l'idée de supériorité aérienne en tant que garant de la sécurité américaine.
Il est suspendu en 1950 à la suite de propos sur la situation de la guerre en Corée.
En 1954, il retourna à Maxwell Air Force Base en tant que directeur exécutif de l'Air Force Historical Foundation, l'organisation qui, selon lui, pouvait « contribuer à l'efficacité de la mission de puissance aérienne en élargissant la portée de la compréhension nationale et en ravivant un esprit de corps dans tous les aviateurs ».
décède le 22 août 1965 d'un cancer du poumon à Maxwell Air Force Base.

## Explorer

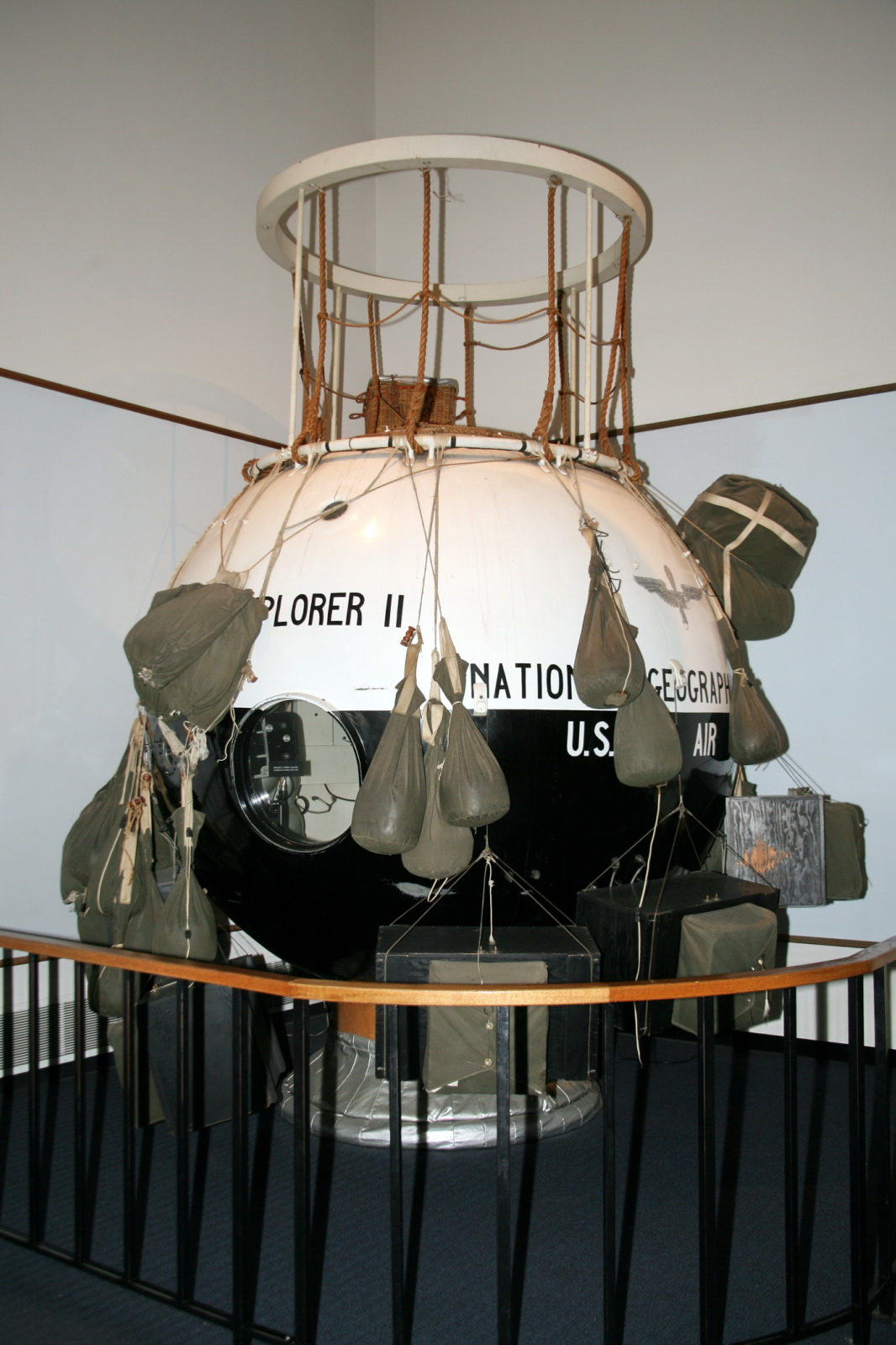
Explorer II.

Le vol a été sponsorisé par la National Geographic Society et l'US Army Air Corps. Stevens et Anderson ont utilisé un ballon en coton caoutchouté de 100 000 mètres cubes (3 700 000 pieds cubes) transportant une grande cabine en alliage de magnésium. Le vol a eu lieu le 11 novembre 1935 à l'occasion de l'Armistice.
Devant une foule de soldats, de scientifiques, d'ingénieurs et même d'une tribu indienne Sioux locale, le ballon a été lancé avec succès. Son ascension, malgré quelques soucis initiaux, était presque parfaite, et elle s'est élevée à 22 065 mètres (72 395 pieds), soit près de 23 kilomètres au-dessus de la surface de la Terre, une hauteur record pour un vol habité. Des millions de personnes ont suivis l'évènement à la radio.
Explorer II a dérivé vers l'est d'environ 362 kilomètres avant d'atterrir sans aucun souci technique. Ce record est resté pendant 21 ans, jusqu'à ce qu'en 1956, le capitaine Ivan Kincheloe, le brise en pilotant un Bell X-2 à une hauteur de 38 465 mètres (126 200 pieds).
Lui et Albert William Stevens ont ainsi remporté le trophée Mackay, le trophée Harmon, la National Geographic Society médaille Hubbard et une grappe de feuilles de chêne à ajouter à leurs Distinguished Flying Cross.